# Honolulu Star-Bulletin

Logotipo do Honolulu Star-Bulletin em 2001

O Honolulu Star-Bulletin era um jornal diário com sede em Honolulu, Havaí, Estados Unidos. A publicação cessou em 6 de junho de 2010 e foi o segundo maior jornal diário do estado de Havaí (após o Honolulu Advertiser ). O Honolulu Star-Bulletin, junto com uma publicação sócia chamada MidWeek, era propriedade da Black Press de Victoria, British Columbia, Canadá e administrada por um conselho de investidores locais do Havaí. O diário fundiu-se com o Advertiser em 7 de junho de 2010, para formar o Honolulu Star-Advertiser, depois que as tentativas da Black Press de encontrar um comprador fracassaram.

## História

### Era Farrington
O Honolulu Star-Bulletin tem a sua fundação em 1 de fevereiro de 1882, quando foi fundado o Evening Bulletin por JW Robertson and Company. Em 1912, ele se fundiu com o Hawaiian Star para se tornar o Honolulu Star-Bulletin. Wallace Rider Farrington, que mais tarde se tornou governador territorial do Havaí, foi o editor do jornal de 1898 e o presidente e editor de 1912 até à sua morte. Seu filho Joseph Rider Farrington o sucedeu e serviu como presidente e editor até sua própria morte em 1954. Desde 1962, era propriedade de um grupo local de investidores liderado por Elizabeth P. Farrington e operava sob um acordo de operação conjunta com o Honolulu Advertiser que permitia aos dois jornais usar as mesmas instalações de impressão e pessoal de vendas (a Hawaii Newspaper Agency), mantendo separadas equipas editoriais totalmente competitivas e de fornecer a Honolulu duas "vozes" editoriais distintas.

### Era Gannett
A Gannett Pacific Corporation, uma subsidiária da Gannett Corporation, comprou o Honolulu Star-Bulletin em 1971 sob os termos do acordo de operação conjunta existente. Os termos do acordo de operação conjunta não permitiam que uma empresa possuísse os dois jornais, então, em 1992, a Gannett vendeu o Honolulu Star-Bulletin para a Liberty Newspapers para que pudesse comprar o Honolulu Advertiser. A circulação do Honolulu Star-Bulletin diminuiu depois disso e o pessoal foi reduzido.
Em 16 de setembro de 1999, o Liberty Newspapers anunciou que planeava fechar o Honolulu Star-Bulletin no mês seguinte. A decisão encontrou forte resistência na comunidade e ações judiciais foram movidas contra Liberty e Gannett pelo estado e por grupos de cidadãos interessados. A paralisação foi adiada com liminar de um juiz do distrito federal duas semanas antes da data prevista para o fechamento.

### Era negra
Em abril de 2000, a Liberty Newspapers ofereceu o Honolulu Star-Bulletin para venda. A ação mais uma vez ameaçou o fechamento da publicação, mas em novembro daquele ano, o magnata editorial canadense David Black anunciou a sua intenção de comprar o Honolulu Star-Bulletin. Quando a compra foi finalizada em 2001, o acordo de operação conjunta chegou ao fim e Black transferiu a administração e os escritórios editoriais do jornal para uma nova sede em Restaurant Row, perto do porto de Honolulu. O jornal foi impresso em Kaneohe, nas impressoras da publicação irmã do Star-Bulletin, MidWeek. (Black comprou a MidWeek pouco antes de o negócio da Star-Bulletin ser fechado - e numa época em que ninguém na comunidade empresarial local sabia que ela estava à venda. )
Em 13 de abril de 2009, o The Star-Bulletin fez a conversão de um broadsheet para um formato tabloide em um esforço para reter a sua base de leitores, embora a mudança tenha resultado na demissão de 17 funcionários editoriais (cerca de 20% da sua força de trabalho sindicalizada). Isso foi feito para economizar custos. No entanto, o formato não ajudou, pois continuou a perder dinheiro e leitores. Ao mesmo tempo, a Gannett estava pensando em vender o Advertiser, pois a empresa decidiu que ele não se encaixava na estratégia de longo prazo da Gannett. Essa mudança levaria a Black Press a buscar um acordo que resultaria na compra do Advertiser, um jornal mais lucrativo com uma circulação diária de 115.000 exemplares, embora o próprio Star-Bulletin estivesse perdendo dinheiro e tivesse uma circulação diária de 37.000.

### Fusão
Em 25 de fevereiro de 2010, a Black Press comprou apenas os "ativos físicos" do The Honolulu Advertiser. Como parte do negócio para adquirir o Advertiser, a Black Press concordou em colocar o Star-Bulletin no bloco de vendas.  Se nenhum comprador se apresentasse até 29 de março de 2010, a Black Press começaria os preparativos para operar os dois jornais por meio de uma equipa administrativa de transição e, em seguida, combinaria os dois jornais diários em um.
Em 30 de março de 2010, três partes apresentaram ofertas para comprar o Star-Bulletin, mas um mês depois, em 27 de abril de 2010, as propostas foram rejeitadas porque a sua oferta para o Star-Bulletin estava abaixo do preço mínimo de liquidação, resultando na Black Press cancelando qualquer venda e prosseguindo com os planos de transição, que ocorreram no mesmo dia em que foram aprovados para assumir o Anunciante pelo Departamento de Justiça.
Em 3 de maio de 2010, uma nova empresa criada pela Black Press, HA Management, assumiu as operações do Advertiser e também supervisionou o Star-Bulletin durante um período de transição de 30 a 60 dias, no qual os dois jornais se fundiram em um diário, O Honolulu Star-Advertiser. A incorporação ocorreu em 7 de junho de 2010. O emprego de anunciante existente cessou. O Star-Bulletin publicou sua edição final como um tablóide em 6 de junho de 2010 antes de retornar a um jornal com a fusão.

## Datas importantes

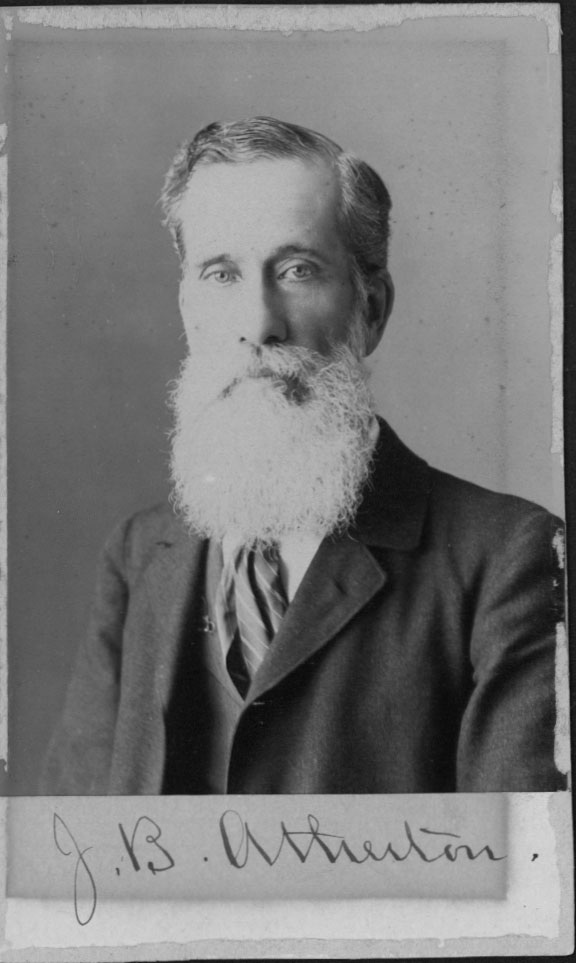
Joseph Ballard Atherton

- 1 de fevereiro de 1882: Henry Martyn Whitney, que fundou o Pacific Commercial Advertiser em 1856, começou a colocar um "Daily Bulletin" na vitrine da papelaria de James Robertson na orla de Honolulu. Robertson comprou o conceito de Whitney e o contratou como editor.
- 28 de março de 1893: Dois meses após a deposição da rainha Liliuokalani, o empresário Joseph Ballard Atherton fundou o Hawaiian Star como porta-voz do governo provisório.
- 4 de julho de 1894: A República do Havaí foi estabelecida, e o sucessor de Whitney como editor do Advertiser foi o New Englander Wallace Rider Farrington. Enquanto Farrington editava o Advertiser, ele foi comprado por Lorrin Thurston. Discordando das políticas do advertiser, Farrington tornou-se editor do concorrente Daily Bulletin.[12]
- 1º de julho de 1912: O Hawaiian Star e o Evening Bulletin se fundiram para formar o Honolulu Star-Bulletin. Riley Allen tornou-se editora. Joseph Ballard Atherton e os filhos Charles H. e Frank Cooke tornaram-se proprietários do Star-Bulletin, sendo este último o primeiro presidente. Wallace Farrington se tornou vice-presidente e gerente geral de negócios.
- 1925: O Honolulu Star-Bulletin comprou o Tribune-Herald em Hilo, operando-o de longe até que o jornal Big Island foi vendido à Donrey Media em 1964.
- 6 de julho de 1929: Depois que Wallace Farrington completou oito anos como governador territorial, Frank Cooke Atherton passou o controle do Star-Bulletin para Farrington, que foi nomeado presidente e editor.

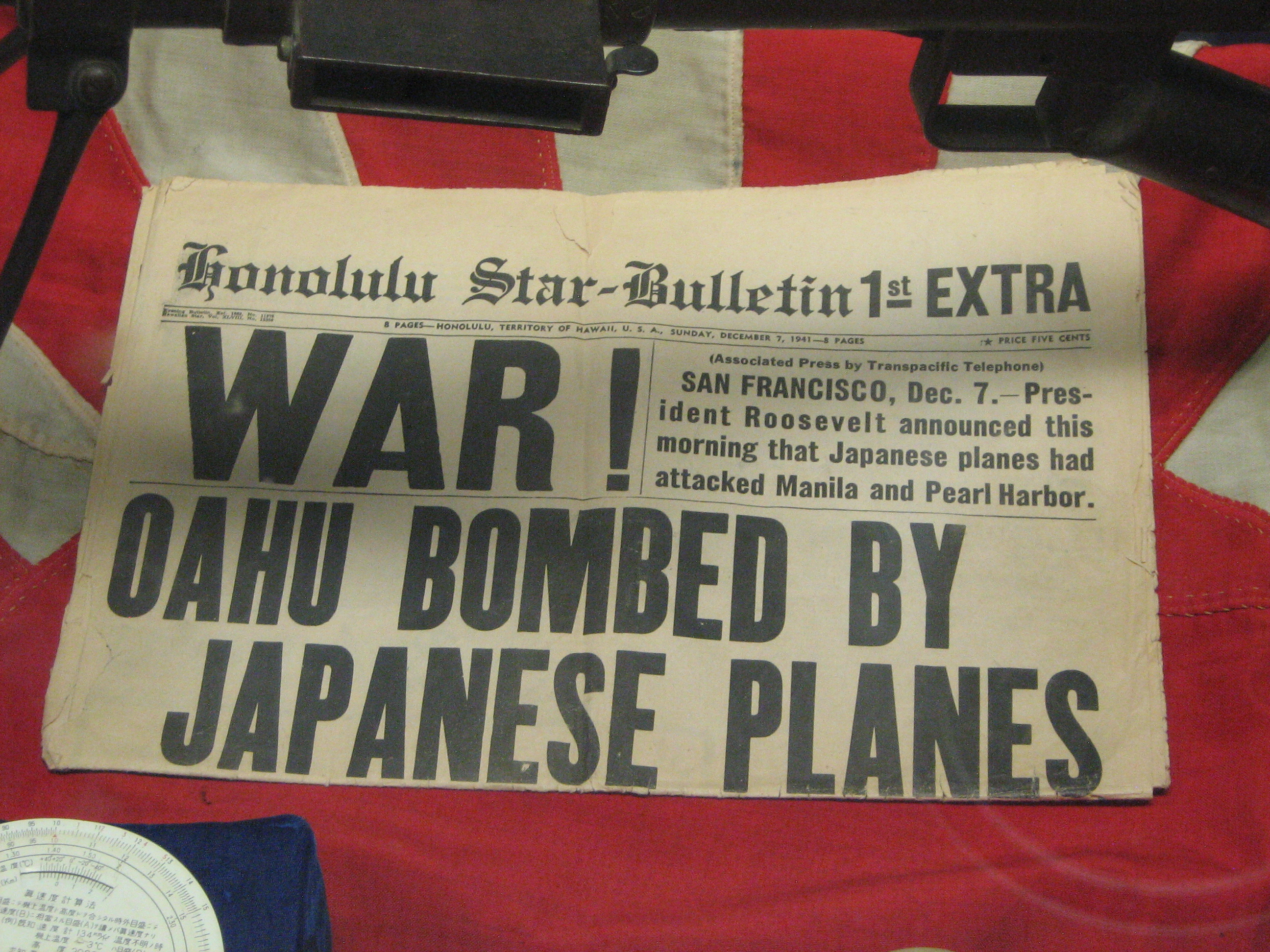
Honolulu Star-Bulletin 1ª edição extra. 7 de dezembro de 1941

- 7 de dezembro de 1941: No dia do ataque a Pearl Harbor, o Star-Bulletin publicou seu extra mais famoso, enquanto o editor Riley Allen e sua equipa lutavam para imprimir o primeiro jornal do mundo com notícias do ataque. Extras estavam sendo vendidos na rua em três horas.
- 3 de novembro de 1942: Joseph Farrington, presidente e gerente geral do Star-Bulletin, foi eleito delegado não votante do Havaí ao Congresso. Ele foi reeleito em 1944, 1946, 1948, 1950 e 1952.
- Bill Ewing, editor do Star-Bulletin, foi responsável por criar a gíria "SeaBee" para os batalhões de construção da Marinha dos Estados Unidos.
- 24 de outubro de 1944: A lei marcial em tempo de guerra terminou no Havaí. O Star-Bulletin se opôs fortemente à lei marcial desde seu início, logo após o ataque a Pearl Harbor.
- 1 ° de dezembro de 1952: O Honolulu Star-Bulletin fez parceria com o homem do rádio J. Howard Worrell para abrir a KGMB -TV, a primeira estação de televisão do Havaí, ao ar pela primeira vez.
- 17 de abril de 1953: Em resposta a uma declaração do Sen. do Mississippi James Eastland disse que o Havaí era dominado por comunistas e, se fosse concedido um estado, enviaria representantes de Moscou ao Congresso, o Star-Bulletin dedicou a maior parte da sua primeira página, toda a página 2 e parte da página 3 para listar os nomes dos mortos do Havaí, feridos, desaparecidos e prisioneiros na Guerra da Coreia de 1950-1953.
- 9 de março de 1957: a repórter do Star-Bulletin Sarah Park, 29, morreu quando um pequeno avião pilotado pelo executivo de publicidade do Havaí, Paul Beam, caiu no mar perto de Laie Point enquanto cobria a chegada do tsunami após o terremoto de 1957 nas Ilhas Andreanof. Beam, 42, morreu menos de 24 horas depois. O fotógrafo do Star-Bulletin, Jack Matsumoto, sobreviveu ao acidente com ferimentos e acabou voltando ao trabalho.
- 1959: O Star-Bulletin publica suas edições estaduais. A imagem de Chester Kahapea vendendo edições estaduais dois dias antes de seu 13º aniversário é publicada em 13 de março. A foto, tirada por Murray Befeler da Photo Hawaii, foi publicada por jornais como o New York Times e o New York Daily News.
- 22 de julho de 1960: Riley Allen deixa o cargo de editora após 48 anos. A circulação do Star-Bulletin durante sua carreira aumentou de cerca de 4.000 em 1912 para 104.000 em 1960. Ele supervisionou a cobertura de duas das maiores histórias do Havaí – o ataque a Pearl Harbor e a criação de um Estado.
- 1961: Um "hui" incluindo Chinn Ho, Joseph Ballard Atherton, Alexander Atherton, William H. Hill e John T. Waterhouse se forma para comprar o Star-Bulletin do Farrington Estate.
- 1 de junho de 1962: O Star-Bulletin e seu rival matinal, o Honolulu Advertiser, criaram uma terceira empresa, a Hawaii Newspaper Agency, sob um acordo de operação conjunta para lidar com funções não relacionadas à redação de ambos os jornais. As edições de domingo de ambos os jornais são combinadas.

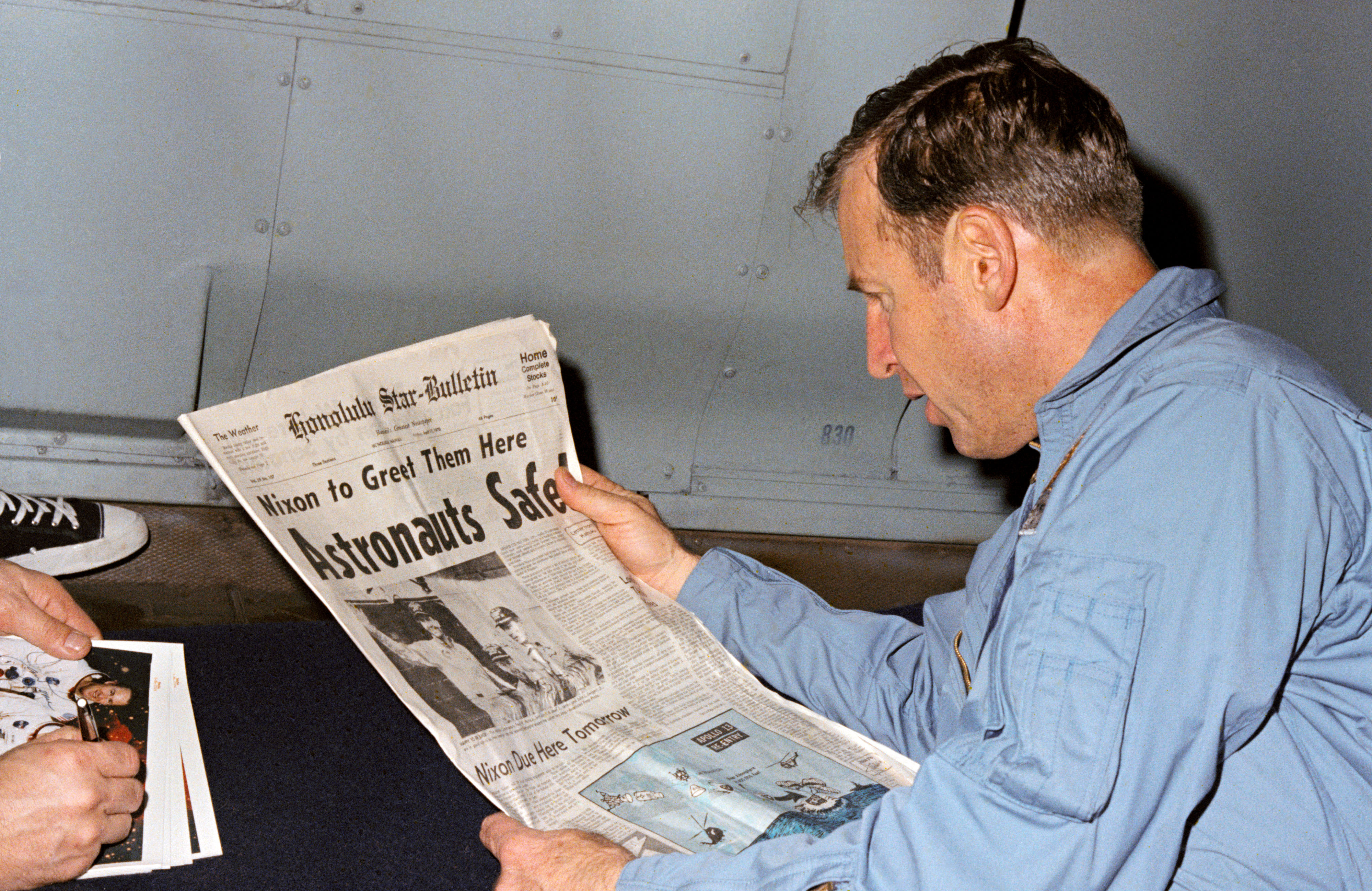
Astronauta Jim Lovell lendo o relatório do Star-Bulletin sobre o retorno seguro de sua tripulação após a missão Apollo 13

- Astronauta Jim Lovell lendo o relatório do Star-Bulletin sobre o retorno seguro de sua tripulação após a missão Apollo 13 2 de agosto de 1971: A Gannett Co. Inc. anuncia que está comprando o Star-Bulletin, que agora tem uma circulação de 128.000 exemplares.
- 7 de janeiro de 1993: A Gannett anuncia que chegou a um acordo para vender o Star-Bulletin para a Liberty Newspapers Limited Partnership de Rupert Phillips, em um movimento que permitirá à Gannett concluir a aquisição do Honolulu Advertiser. A circulação do Star-Bulletin é de 88.000.
- 9 de agosto de 1997: O Star-Bulletin publica o ensaio "Broken Trust", escrito por cinco líderes comunitários que criticam os curadores do Bishop Estate. Isso leva a investigações, ações judiciais e um exame de consciência em todo o estado para trazer uma ação corretiva. Os curadores de Bishop Estate, de US $ 1 milhão por ano, acabam sendo derrubados e as reformas são postas em prática.
- 16 de setembro de 1999: O Liberty Newspapers anuncia que encerrará o Star-Bulletin em 30 de outubro devido às melhores oportunidades de investimento no continente. A circulação é 67.124. Um grupo de membros da comunidade chamado "Save Our Star-Bulletin" se reúne em um esforço para manter o jornal vivo.
- 13 de outubro de 1999: O juiz distrital Alan Cooke Kay emite uma liminar preliminar no tribunal federal impedindo a Gannett Co. e a Liberty Newspapers de tomar outras medidas para fechar o Star-Bulletin. Em 9 de novembro, o tribunal aprovou a compra do Star-Bulletin pela Black Press Ltd.. Em dezembro, o dono da Black Press, David Black, anuncia que está comprando a RFD Publications, dona da MidWeek.
- 9 de novembro de 2000: O tribunal federal aprovou a compra do Star-Bulletin pela Black Press Ltd.. O pedido veio depois que a Black Press chegou a um acordo com a Liberty e a Gannett sobre os termos da aquisição do Star-Bulletin.
- 15 de março de 2001: O Star-Bulletin muda - se para os escritórios do Waterfront Plaza, lançando sua edição inaugural e nova edição matinal da Oahu Publications, uma nova empresa local formada por David Black. Don Kendall é nomeado editor. O artigo foi publicado na imprensa do meio da semana em Kaneohe.
- 3 de junho de 2004: Dennis Francis foi nomeado presidente da Oahu Publications Inc. e editor do Honolulu Star-Bulletin e Glenn Zuehls foi nomeado vice-presidente de publicidade.
- 25 de fevereiro de 2010: Um acordo para a Oahu Publications Inc., dona do Star-Bulletin e da MidWeek, para adquirir seu rival de longa data, The Honolulu Advertiser, é anunciado em reuniões simultâneas em ambas as redações.
- 6 de junho de 2010: Na conclusão da transição, a Oahu Publications mescla os dois jornais no Honolulu Star-Advertiser, da editora Dennis Francis.

## Repórteres notáveis
- Ah Jook Ku
- Peggy Hull